# Boulhaf Dir
Boulhaf Dir là một đô thị thuộc tỉnh Tébessa, Algérie. Dân số thời điểm năm 2002 là 4.2 người.